# Alcaria

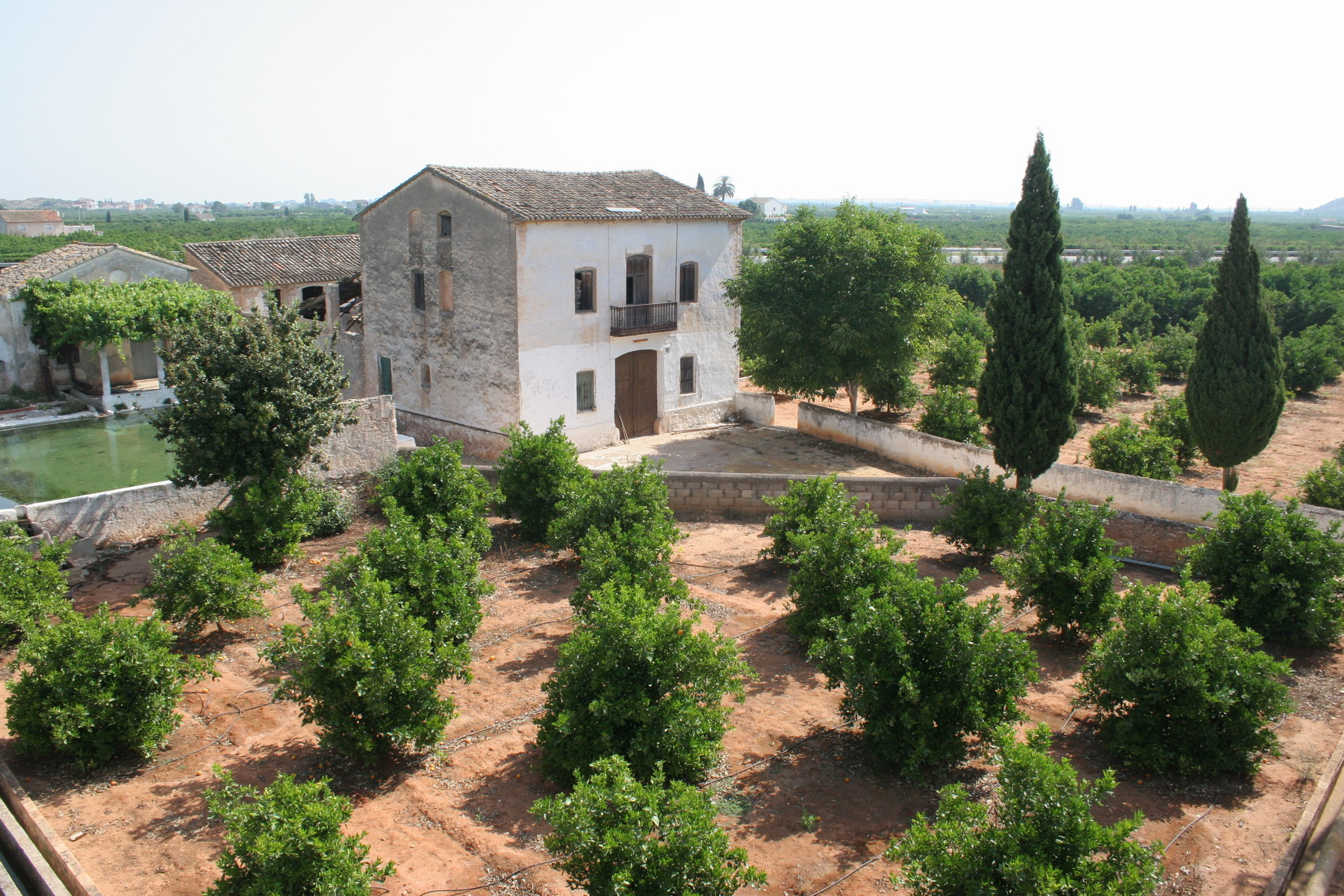
Alcaria da região de Valência.

Alcaria (do ár. al-gariya, «vila, povoado pequeno»; em castelhano alquería e em catalão alqueria), designava, no mundo muçulmano do Alandalus, as pequenas povoações rurais que se situavam nas imediações das grandes cidades (as medinas), apresentando-se, de alguma forma, com a continuada das antigas villae romanas. Uma alcaria podia ser um povoado único, fortificado ou não, ou podia agrupar algumas pequenas povoações, que possuíam, em conjunto, um perímetro fortificado onde podiam guardar o gado em caso de perigo.
O primeiro tipo de alcaria única existe sobretudo no Alto Alentejo. O segundo tipo de alcarias, com pequenos povoados associados, existe mais predominantemente no Baixo Alentejo e Algarve. O termo alcaria está na base de diversos topónimos, como uma freguesia desse nome do Fundão, uma outra em Porto de Mós, ou ainda nos compósitos Alcaria Ruiva, em Mértola, ou Alcaria da Serra, na Vidigueira. Alcaria dos Javazes, situada no concelho de Mértola no Baixo Alentejo, próximo da Ribeira do Vascão, fronteira Administrativa entre Alentejo e Algarve, terá sido "refúgio" de IBN QASI, emir de Mértola no século XII.

## References
1. ↑  Ibiza i Osca, Vicente; Mut i Ruiz; J. Enric (1995). Estudi sobre l'església de Sant Vicent Màrtir de Guadassuar (em catalão). Guadassuar: Ajuntamento de Guadassuar.